# Яковлев, Фома Павлович
Фома Павлович Яковлев (1900 — 1971) — член Военного совета Дальневосточного фронта, генерал-лейтенант (1944).

## Биография
На военной службе с 1920. Окончил Военно-политическую академию имени Н. Г. Толмачёва в 1932. В 1922—1935 командир взвода, политрук роты, военком полка. В 1937—1939 военком училища, дивизии, корпуса. С 1939 начальник политического управления 2-й Отдельной Краснознамённой армии, с 1940 начальник Управления политической пропаганды Дальневосточного округа. В Великую Отечественную войну с 1941 член Военного совета Дальневосточного фронта, в январе-марте 1943 на Волховском фронте. Участник Парада Победы. С 1945 начальник политического отдела Высшей офицерской школы. Умер в 1971.

### Звания
- бригадный комиссар (8 июля 1938);
- дивизионный комиссар (9 марта 1939);
- корпусной комиссар (9 декабря 1941);
- генерал-майор (6 декабря 1942);
- генерал-лейтенант (19 января 1944).

### Награды
орден Красного Знамени;
медаль «За победу над Германией в Великой Отечественной войне 1941—1945 гг.».